# Perry (Ohio)
Perry – wieś w Stanach Zjednoczonych, w stanie Ohio, w hrabstwie Lake.